# Vægtløftning under sommer-OL 2020 - 64 kg (damer)
Kvinders 64 kg vægtklasse i vægtløftning konkurrencer ved sommer-OL 2020 i Tokyo fandt sted den 27. juli på Tokyo International Forum.

## Resultater
| Placering | Atlet                 | Land            | Gruppe | Krops vægt | Snatch (kg) | Snatch (kg) | Snatch (kg) | Snatch (kg) | Clean & Jerk (kg) | Clean & Jerk (kg) | Clean & Jerk (kg) | Clean & Jerk (kg) | Total |
| Placering | Atlet                 | Land            | Gruppe | Krops vægt | 1           | 2           | 3           | Resultat    | 1                 | 2                 | 3                 | Resultat          | Total |
| --------- | --------------------- | --------------- | ------ | ---------- | ----------- | ----------- | ----------- | ----------- | ----------------- | ----------------- | ----------------- | ----------------- | ----- |
| 1         | Maude Charron         | Canada          | A      | 63.30      | 102         | 105         | 108         | 105         | 128               | 128               | 131               | 131               | 236   |
| 2         | Giorgia Bordignon     | Italien         | A      | 63.70      | 98          | 101         | 104         | 104         | 121               | 126               | 128               | 128               | 232   |
| 3         | Chen Wen-huei         | Kinesisk Taipei | A      | 63.90      | 97          | 100         | 103         | 103         | 127               | 130               | 130               | 127               | 230   |
| 4         | Sarah Davies          | Storbritannien  | A      | 63.90      | 97          | 100         | 100         | 100         | 127               | 127               | 133               | 127               | 227   |
| 4         | Mercedes Pérez        | Colombia        | A      | 63.70      | 101         | 101         | 105         | 101         | 126               | 131               | 131               | 126               | 227   |
| 6         | Angie Palacios        | Ecuador         | A      | 63.55      | 100         | 104         | 108         | 104         | 122               | 127               | 127               | 122               | 226   |
| 7         | Elreen Ando           | Filippinerne    | A      | 63.15      | 96          | 99          | 100         | 100         | 118               | 122               | 122               | 122               | 222   |
| 8         | Marina Rodríguez      | Cuba            | A      | 64.00      | 95          | 98          | 98          | 98          | 118               | 123               | 123               | 123               | 221   |
| 9         | Nuray Levent          | Tyrkiet         | A      | 63.10      | 97          | 100         | 103         | 100         | 116               | 120               | 124               | 120               | 220   |
| 10        | Lisa Schweizer        | Tyskland        | A      | 63.60      | 97          | 100         | 102         | 100         | 117               | 121               | 121               | 117               | 217   |
| 11        | Kiana Elliott         | Australien      | B      | 63.40      | 93          | 97          | 101         | 101         | 108               | 108               | 111               | 108               | 209   |
| 12        | Sema Ludrick          | Nicaragua       | B      | 64.00      | 87          | 87          | 92          | 87          | 110               | 115               | 118               | 115               | 202   |
| 13        | Yasmin Zammit Stevens | Malta           | B      | 63.70      | 84          | 84          | 87          | 84          | 101               | 101               | 105               | 105               | 189   |
| –         | Chaima Rahmouni       | Tunesien        | B      | 62.90      | 88          | 91          | 93          | 91          | 110               | 110               | 111               | –                 | –     |